# Квинт Юлий Корд
Квинт Ю́лий Корд (лат. Quintus Iulius Cordus) — римский государственный и политический деятель, консул-суффект 71 года.
Корд происходил, по всей видимости, из лузитанского города Эбора из Галериевой трибы. Его род был сенаторским. В 64—65 годах Корд находился на посту проконсула Кипра. В 69 году он был легатом пропретором Аквитании. Во время гражданской войны вверенная ему провинция дала клятву верности императору Отону, но вскоре нарушила её, присягнув Вителлию. В 71 году Корд занимал должность консула-суффекта вместе с Гнеем Помпеем Коллегой.
Его сыном, возможно, был Квинт Юлий Корд Юний Маврик.